# Alkohol allilowy
Alkohol allilowy, CH
2=CH−CH
2−OH – organiczny związek chemiczny, najprostszy alkohol nienasycony, pierwszy z szeregu homologicznego alkenoli.
Jest produktem metabolizmu alliiny, siarkoorganicznego związku występującego m.in. w czosnku (powstaje np. podczas rozcierania cebuli czosnku).
Stosuje się go w syntezie gliceryny, akroleiny i estrów zapachowych.